# Raymond Pinchard
Pour les articles homonymes, voir Pinchard.
Raymond Pinchard, né le 16 juillet 1889 à Saint-Dizier et mort le 22 août 1961, est un ingénieur, industriel et homme politique français, sénateur-maire de Nancy sous la IVe République et dans les premières années de la Ve République.

## Milieu social et études
Raymond Pinchard est le petit-fils d'un ouvrier métallurgiste et le fils d'un contremaître de tréfilerie, Louis Pinchard. Ingénieur diplômé de l'École des Arts et Métiers (Châlons-sur-Marne, 1905), il sort major de sa promotion en 1908.

## Carrière professionnelle
Il est d'abord dessinateur aux ateliers de constructions de locomotives de la Compagnie des chemins de fer PLM (Paris-Lyon-Marseille).  Incorporé en 1910, il devient élève-officier de réserve du 39e régiment d'artillerie de Toul puis du 4e régiment d'artillerie de Besançon. Après son service militaire, il redevient ingénieur, aux établissements métallurgiques Durenne à Sommevoire (Haute-Marne) puis aux fonderies Bayard, à Saint-Dizier, dans le même département.

### Grande Guerre
En 1914, il est mobilisé comme sous-lieutenant au 60e régiment d'artillerie et participe à toutes les batailles de la Grande Guerre. Il est blessé trois fois et reçoit la Légion d'honneur et la croix de guerre des mains du Président de la République Raymond Poincaré en 1916. Il termine la guerre comme commandant de batterie.

### Entre-deux-guerres
Raymond Pinchard retrouve le monde industriel. En 1920, il est nommé directeur des fonderies de Bayard et de Saint-Dizier. Il devient ensuite administrateur des Fonderies de Tréveray (Meuse), puis son gérant, administrateur à partir de 1925 des établissements Champenois (constructions mécaniques), liés aux fonderies Bayard, et directeur jusqu'en 1937 de cette entreprise dont le siège social est à Nancy et qui a des usines à Cousances-aux-Forges (Meuse), Chamouilley et Saint-Dizier. Il est aussi administrateur-délégué des fonderies de Vitry et Frignicourt (Marne).
En 1938, il devient directeur de la Grande chaudronnerie lorraine, entreprise de construction métallique située à Nancy et fondée en 1899, succédant à Auguste Noblot. C'est alors une société anonyme au capital de cinq millions de francs, ayant des usines en Meurthe-et-Moselle (Nancy et Longuyon) et en Côte-d'Or, à Longvic-les-Dijon. Il est alors membre du comité central de la société des anciens élèves des écoles nationales d'Arts et métiers.

### Seconde Guerre mondiale
En 1939, Raymond Pinchard est mobilisé comme chef d'escadron et il participe à la campagne de France à la tête d'un groupe d'artillerie.
Le siège de la Chaudronnerie lorraine est déplacé à Longvic-les-Dijon. Son capital est porté à 12,5 millions de francs en 1942.

### Après guerre
Désormais président-directeur général de la Grande chaudronnerie lorraine, il devient un notable. Il est élu vice-président en 1946 puis président en janvier 1947 du Football Club de Nancy (FC Nancy),,,. Il préside le groupement de Meurthe-et-Moselle de la société des anciens élèves des écoles nationales d'Arts et métiers, est vice-président puis président de cette association nationale, de 1948 à 1951. Il est membre de la Chambre de commerce de Nancy et administrateur de plusieurs entreprises lorraines : la Mécanique moderne, les Etablissements Nordon-Fruhinsholz et les Papeteries de Clairefontaine.
Il est également administrateur de L'Est républicain ; il possède en 1955 7 706 actions de ce quotidien et en contrôle 2 188 autres par l'intermédiaire des forges de Tréveray qu'il dirige. Son gendre Charles Boileau en possède 249.

## Carrière politique
Raymond Pinchard se lance en politique en 1945, aux côtés de Pierre André : il est l'un des deux vice-présidents du groupement politique de droite que ce dernier a lancé, l'Action républicaine lorraine (ARL) et il soutient financièrement le quotidien nancéien L'Eclair de l'Est qui connait des difficultés financières. Concurrencé par L'Est républicain, ce journal marqué à droite se transforme en hebdomadaire en 1949. Raymond Pinchard demeure membre du comité directeur de l'ARL par la suite et achète des actions de L'Est républicain après 1949.
Il se présente aux élections municipales d'octobre 1947 sur une liste menée par le docteur Pierre Weber et devient adjoint aux écoles du nouveau maire gaulliste Jean Lionel-Pèlerin, qui menait une autre liste,. Il mène en 1953 une liste investie par le Centre national des indépendants et paysans (CNIP), rivalisant avec celle du maire sortant,. Il est élu maire en mai, battant au bénéfice de l'âge Lionel-Pèlerin. Il a auparavant intenté un procès en diffamation à son rival, ainsi qu'à l'épouse et à la fille de ce dernier, surprises en train d'apposer des papillons hors des panneaux électoraux. Il est réélu en mars 1959 après avoir mené une liste de droite avec comme deuxième candidat Pierre Weber, premier adjoint et député, opposée à une liste communiste et à une liste gaulliste menée par les députés William Jacson et Roger Souchal. Il préside l'association départementale des maires de Meurthe-et-Moselle de sa fondation en 1954 à sa mort en 1961.
Il s'investit dans la reconstruction et l'aménagement de la ville : il fait rénover des quartiers (Brichambeau, Beauregard, quartier Saint-Sébastien) et fait construire de nouveaux logements, notamment le grand ensemble composé de barres géantes du Haut-du-Lièvre, dont la première pierre est posée en 1958, sur les hauteurs d'un plateau surplombant Nancy. Il fonde en décembre 1960 et préside la Société lorraine d'économie mixte d'aménagement urbain (SOLOREM).
Il est élu au Conseil de la République en mai 1952 et réélu en juin 1958 et avril 1959. Il est notamment membre de la Commission des Affaires économiques et du Plan et préside à partir de juin 1959,, le groupe des indépendants au Sénat, en ces premières années de la toute nouvelle Ve République fondée et présidée par le général de Gaulle à qui il a donné par son vote les pleins pouvoirs législatifs en 1958.
Il siège alors au bureau exécutif du CNIP.
Comme sénateur, il se montre hostile, comme Pierre André, député, au projet d'armée européenne (Communauté européenne de défense), aux Accords de Paris (1954) et au réarmement allemand, à l'indépendance de l'Algérie française, déclarant en 1956, dans le contexte des premières années de la guerre d'Algérie : « Opposons à la rébellion une répression sans merci; jugulons la trahison partout où elle est, et d'abord à Paris » et cosignant en 1960 un texte de parlementaires catholiques reprochant à l'épiscopat français sa modération, au lendemain de la publication du Manifeste des 121 appelant à l'insoumission. En décembre 1960, lors du congrès du CNIP, il présente une motion avec François Valentin et Henry Bergasse qui affirme : « Le congrès national reste fidèle aux positions constantes des indépendants et des paysans qui ont toujours demandé (...), que l'Algérie reste dans la République française. Le congrès national s'oppose à toutes formules qui conduiraient à la République algérienne, parce que la République algérienne c'est l'indépendance, et que l'indépendance pour l'Algérie c'est l'anarchie d'abord, le communisme ensuite, et qu'ainsi nous verrions la fin de l'Algérie, mais non pas la fin de la guerre ».
Malade, il meurt le 25 août 1961.

### Détail des fonctions et des mandats
- 1953 - 1961 : maire de Nancy

Mandats parlementaires
- 18 mai 1952 - 26 avril 1959 : Sénateur de Meurthe-et-Moselle
- 26 avril 1959 - 22 août 1961 : Sénateur de Meurthe-et-Moselle

## Distinctions
- Commandeur de la Légion d'honneur (1951)
- Croix de guerre 1914–1918 avec 6 citations
- Chevalier de l'ordre du Mérite militaire
- Officier de l'ordre du Mérite sportif‎
- Officier de l'ordre du Mérite commercial et industriel
- Commandeur de l'ordre du Ouissam alaouite
- Commandeur de l'ordre du Mérite de la République italienne‎
- Commandeur de l'ordre de la Couronne de chêne
- Military Cross

## Fratrie
Raymond Pinchard épouse Marcelle Foissy en 1913, à Saint-Dizier, et a cinq enfants, quatre filles et un garçon. L'une de ses filles, Jacqueline, épouse en 1943 un médecin, Charles Boileau (1915-1991).
C'est ce dernier qui succède à Raymond Pinchard à la tête du FC Nancy, de 1952 à 1963, de la Grande chaudronnerie de l'Est, de 1962 à novembre 1979. Il est aussi administrateur de L'Est républicain, à la suite de son beau-père, et devient le principal actionnaire du journal en 1974 (33 % du capital) et son président de novembre 1974 à 1983. Les dernières années de sa présidence sont marquées par des conflits entre actionnaires, des démêlés judiciaires et juridiques, une rupture avec l'un de ses beaux-frères, Bernard Pinchard, directeur général de La Grande chaudronnerie lorraine, qui évince Charles Boileau de la présidence de cette entreprise en 1979 et s'allie contre ce dernier à Gérard Lignac,,,,,.